# 이나사군

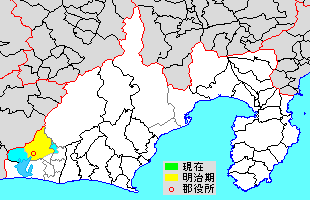
시즈오카현 이나사군의 범위 (하늘색: 후에 다른 군에서 편입된 구역)

이나사군(引佐郡, いなさぐん)은 일본 시즈오카현(도토미국)에 있던 군이다.

## 군역
1879년 행정 구역으로 발족 당시의 군역은 현재의 행정구역으로는 대체로 하마마쓰시 하마나구의 대부분에 해당한다.

## 역사
- 1879년 3월 12일 - 군구정촌 편제법이 시즈오카현에서 시행됨에 따라 행정 구역으로의 이나사군이 발족.

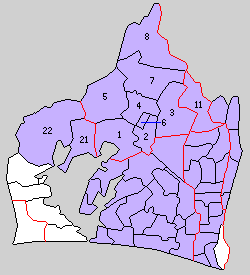
1.기가정 2.나카가와촌 3.미야코다촌 4.이이노야촌 5.오쿠야마촌 6.가나사시정 7.이다이라촌 8.시즈타마촌 11.아라타마촌 21.히가시하마나촌 22.니시하마나촌 (보라: 하마마쓰시)

- 1889년 4월 1일 - 정촌제 시행으로, 아래의 정촌이 발족. 전역이 현 하마마쓰시.(2정 6촌)
  - 기가정(気賀町)
  - 나카가와촌(中川村)
  - 미야코다촌(都田村)
  - 이이노야촌(井伊谷村)
  - 오쿠야마촌(奥山村)
  - 가나사시정(金指町)
  - 이다이라촌(伊平村)
  - 시즈타마촌(鎮玉村)
  - 오야촌은 후치군 히가시하마나촌의 일부이 됨.
- 1896년 4월 1일 - 군제 시행에 따라 이나사군·아라타마군 및 후치군의 일부 구역으로 새로이 이나사군이 발족. 아래의 정촌이 이나사군 소속이 됨
  - 구 아라타마군 - 아라타마촌(麁玉村)
  - 구 후치군 - 히가시하마나촌(東浜名村)·니시하마나촌(西浜名村)
- 1922년 5월 1일 - 니시하마나촌이 정제 시행과 개칭으로 밋카비정(三ヶ日町)이 됨.(3정 8촌)
- 1953년 4월 1일 - 이이노야촌이 가나사시정을 편입한 후에 정제 시행과 개칭으로 이나사정(引佐町)이 됨.(3정 7촌)
- 1955년
  - 3월 31일(3정 5촌)
    - 미야코다촌이 하마마스시에 편입.
    - 밋카비정(三ヶ日町)·히가시하마나촌이 합병하여, 밋카비정(三ケ日町)이 발족. (ケ의 표기가 큰 글자로 바뀜)

  - 4월 1일 - 기가정·나카가와촌이 합병하여, 호소에정(細江町)이 발족.(3정 4촌)
  - 5월 1일 - 이나사정·오쿠야마촌·이다이라촌·시즈타마촌이 합병하여, 새로이 이나사정이 발족.(3정 1촌)
- 1956년 4월 1일 - 아라타마촌이 하마나군 하마나정·아카사촌·나카제촌·기타하마촌과 합병하여 하마나군 하마키타정(浜北町)이 발족, 군에서 이탈.(3정)
- 2005년 7월 1일 - 이나사정·호소에정·밋카비정이 하마마스시에 편입. 이 날 이나사군은 폐지됨.